# Faramea phaneroneura
Faramea phaneroneura är en måreväxtart som beskrevs av Paul Carpenter Standley. Faramea phaneroneura ingår i släktet Faramea och familjen måreväxter. Inga underarter finns listade i Catalogue of Life.